# Spinops
Spinops ist eine Gattung von ceratopsiden Dinosauriern aus der Gruppe der Centrosaurinae. Die einzige bekannte Art der bislang monotypischen Gattung ist Spinops sternbergorum aus dem Mittleren Campanium von Alberta (Kanada).

## Etymologie und Forschungsgeschichte
Der Gattungsname setzt sich zusammen aus dem lateinischen „spina“ („Rückgrat“, „Dorn“) und dem altgriechischen ὤψ („ōps“: „Auge“, „Gesicht“). Der Artzusatz „sternbergorum“ („-orum“: Genitiv, Plural) ehrt den US-amerikanischen Fossiliensammler Charles H. Sternberg und dessen Sohn Levi Sternberg, welche die Originalfossilien im Sommer 1916 gefunden hatten. Der Artname lässt sich also in etwa mit „Dornengesicht der Sternbergs“ übersetzen.
Die Sternbergs, eine Familie kommerzieller Fossiliensammler, waren 1912 vom Geological Survey of Canada (GSC) angeworben worden, um als Konkurrenz zu Barnum Brown, der seine kanadischen Funde an das American Museum of Natural History (AMNH) in New York lieferte, dafür zu sorgen, dass zumindest ein Teil der reichen Dinosaurierfunde Albertas im eigenen Land blieb. In den Jahren 1913 bis 1915 verbrachte die Familie die Grabungssaison erfolgreich am Red Deer River im Süden Albertas, in einem Gebiet, das heute als Dinosaur Provincial Park bekannt ist. Nach Ausbruch des Ersten Weltkrieges konnte der GSC ab 1916 jedoch keine Finanzmittel für weitere Grabungskampagnen mehr aufbringen.
Ende Mai 1916, kurz vor Beginn der Grabungssaison, verließen Charles H. Sternberg und sein jüngster Sohn Levi deshalb den GSC und ließen sich vom British Museum (Natural History) (BMNH), heute das Natural History Museum (NHMUK) in London, als freie Mitarbeiter anwerben. Arthur Smith Woodward, damals Kurator der geologischen Abteilung des BMNH, hatte noch Zugriff auf Gelder aus der Percy-Sladen-Stiftung. Die Sternbergs erhielten aus der Stiftung 2000 $ als Vorschuss zur Finanzierung der beiden ersten Monate der Geländearbeiten und weitere 2000 $ wurden ihnen als Honorar für die beiden restlichen Monate der Grabungssaison in Aussicht gestellt, falls sie für das Museum geeignete Fossilien liefern könnten.
Die Sternbergs brachen sofort wieder zum Red Deer River auf. Der Erfolg blieb nicht aus und so dauerte es nicht lange, bis eine erste Charge Fossilien nach London verschifft werden konnte. Darunter befand sich auch Material aus einem Ceratopsia-Bonebed, das nach Meinung von Charles H. Sternberg eine zuvor unbekannte Art aus der näheren Verwandtschaft von Styracosaurus repräsentierte.
Trotz des im Atlantik tobenden U-Boot- und Kreuzerkrieges erreichte diese erste Lieferung London unbeschadet. In Briefen an das BMNH wurden zudem weitere, noch spektakulärere Funde, unter anderem drei oder vier Skelette von Hadrosauriern zum Teil noch mit Hautabdrücken, für eine zweite Lieferung nach London angekündigt. Diese zweite Lieferung war Teil der Fracht der Mount Temple und sollte London nie erreichen. Am 6. Dezember 1916 wurde die Mount Temple, mitten während der Überfahrt, vom deutschen Hilfskreuzer Möve gestellt und zur Kapitulation aufgefordert. Obwohl die Mount Temple als Frachtschiff nur mit einem einzelnen Geschütz kleinen Kalibers bestückt war, eröffnete sie das Feuer auf den schwer bewaffneten feindlichen Hilfskreuzer. Die Möve erwiderte den Beschuss und die Mount Temple musste kapitulieren. Drei Besatzungsmitglieder der Mount Temple bezahlten das kurze Gefecht mit ihrem Leben; mehrere weitere wurden verwundet. Die Überlebenden wurden an Bord der Möve genommen und schließlich mit der kurz danach gekaperten Yarrowdale nach Deutschland gebracht. Die Mount Temple wurde samt ihrer Ladung versenkt.

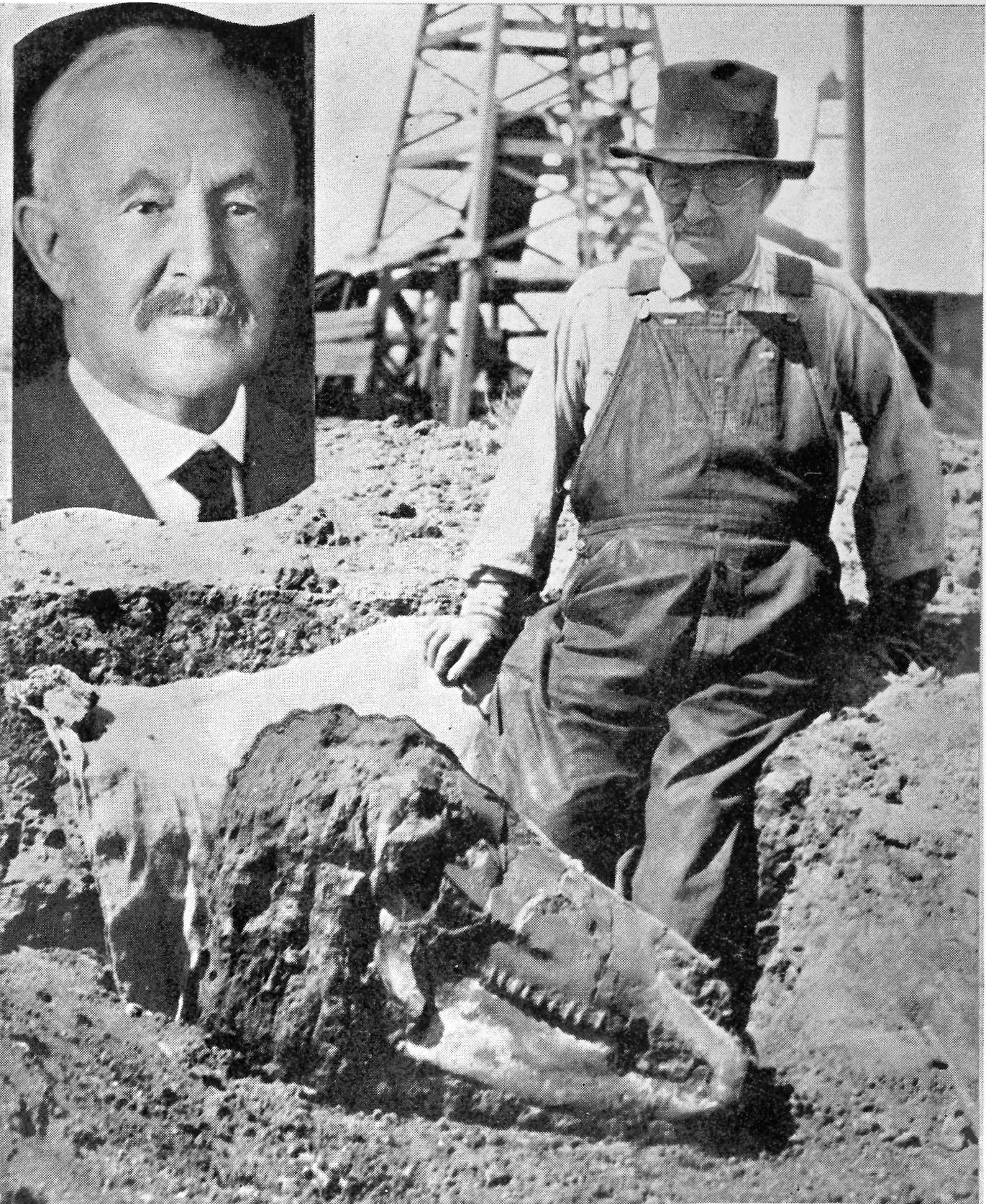
Charles H. Sternberg

Für die Sternbergs war dieser Verlust ein herber Schlag, der sie fast in den finanziellen Ruin trieb, weil das noch ausstehende Honorar zunächst nicht ausbezahlt wurde. Dazu kam noch, dass Woodward sehr unzufrieden mit dem Belegmaterial der ersten Lieferung war und es abfällig mit der Bemerkung „nichts als Plunder“ („nothing but rubbish“) abkanzelte. Die Sternbergs erhielten später zwar ihr Honorar, das BMNH war an weiteren Geschäftsbeziehungen jedoch nicht mehr interessiert. Noch 1931 verfasste William Dickson Lang, einer von Woodwards Nachfolgern am Museum, eine kurze interne Notiz, dass man wiederholt Angebote von Charles H. Sternberg erhalten habe und, dass es nicht notwendig sei darauf zu reagieren.
So verwundert es kaum, dass die Fossilien der ersten Charge ohne genauere Begutachtung und Präparation in das Archiv des BMNH wanderten und dort jahrzehntelang unbeachtet verstaubten. Zwar war der kanadische Wirbeltier-Paläontologe Philip J. Currie bereits in den 1980er Jahren auf die Fossilien aufmerksam geworden und hatte ein Foto eines Scheitelbeins angefertigt, eine weitere Nachschau durch Michael J. Ryan im umfangreichen Archiv des Museums blieb jedoch ergebnislos. Erst 2004 fiel Andrew A. Farke das Scheitelbeinfragment, eher zufällig, am Rande der Dreharbeitem zum Dokumentarfilm „The Truth About Killer Dinosaurs“ erneut auf. Er berichtete Ryan davon, der es als das von ihm vergeblich gesuchte Fossil identifizierte. Die beiden wandten sich an Paul M. Barrett, den Kurator der Dinosaurier-Sammlung des Natural History Museum, der veranlasste, dass die Fossilien der Sternbergs endlich vollständig freigelegt wurden. Dabei zeigte sich, dass die Sternbergs von Anfang an recht hatten; die Fossilien repräsentierten tatsächlich eine bislang unbekannte Art aus der Verwandtschaft von Styracosaurus.
Die Erstbeschreibung von Spinops sternbergorum erfolgte durch Andrew A. Farke, Michael J. Ryan, Paul M. Barrett, Darren H. Tanke, Mark A. Loewen und Mark R. Graham. Sie wurde am 6. Dezember 2011 online veröffentlicht, auf den Tag genau 95 Jahre nach der Versenkung der „SS Mount Temple“.

## Fossilbeleg und Alterseinstufung der Funde
Das bislang bekannte Fossilmaterial von Spinops sternbergorum umfasst zwei teilweise erhaltene Scheitelbeine (NHMUK R16307 und NHMUK R16308), ein Schuppenbein (NHMUK R16309), ein Schädelfragment ohne Nackenschild (NHMUK R16306), ein Fragment des bezahnten Unterkiefers (Dentale) und mehrere, nicht näher identifizierbare, Fragmente des postkranialen Skeletts. Als Holotypus wurde eines der beiden Scheitelbeine (NHMUK R16307) mit den diagnostisch bedeutsamsten Merkmalen festgelegt.
Von den Sternbergs sind keine detaillierten Feldaufzeichnungen zu diesem Fund bekannt. Die Informationen zur Lage und stratigraphischen Position des Fundortes aus dem erhaltenen Schriftverkehr der Sternbergs mit dem BMNH liefern widersprüchliche Ergebnisse. Bei der endgültigen Präparation der Fossilien fiel jedoch ausreichend Material der Gesteinsmatrix für eine Pollenanalyse an. In Kombination mit den Fundortangaben des Sternbergs ließ sich damit das stratigraphische Niveau des Fundes auf die hangendsten Anteile der Oldman-Formation oder die liegendsten Anteile der Dinosaur-Park-Formation innerhalb der Belly-River-Gruppe eingrenzen.
Diese Einstufung entspricht einem Alter von etwa 77,5 – 75 Ma und fällt dementsprechend in das Mittlere Campanium.

## Merkmale
Spinops sternbergorum unterscheidet sich von allen anderen Vertreter der Centrosaurinae insbesondere durch die spezielle Ausprägung des Nackenschildes. Die Epiparietalia P1 des Scheitelbeins sind, ähnlich wie bei Centrosaurus hakenförmig nach vorne über den Nackenschild gebogen. Die langen, stachelförmigen Epiparietalia auf Position P2 ragen dagegen, ähnlich wie bei Styracosaurus, nach hinten, sind jedoch auch leicht nach oben gebogen.
Die Knochenzapfen der Überaugenhörner sind kurz und nach oben gerichtet. Der Knochenzapfen des Nasenhorns ist, im Vergleich dazu, wesentlich länger und leicht nach hinten gekrümmt. Diese und weitere Merkmale des Schädelskeletts weisen Spinops sternbergorum als Vertreter der Centrosaurinae aus.
Gregory S. Paul erwähnt für Spinops eine Länge von 4,5 m und eine Körpermasse von 1,3 Tonnen, macht jedoch keine Angaben dazu wie diese Daten ermittelt wurden.

## Systematik
Charles H. Sternberg vermutete in seinem Fund ursprünglich bereits einen nahen Verwandten von Styracosaurus. Die Erstbeschreiber von Spinops fanden die Gattung bei einer ersten phylogenetischen Analyse in einer gemeinsamen Klade mit Styracosaurus und Centrosaurus.
Eine spätere, im Rahmen der Erstbeschreibung von Wendiceratops veröffentlichte Analyse, zeigte Spinops hingegen als Schwestertaxon von Centrosaurus in einer gemeinsamen Teilklade mit Coronosaurus. Styracosaurus und Rubeosaurus bilden dagegen abseits davon eine zweite Teilklade.
2017 fassten Ryan und Koautoren die beiden Teilkladen mit den Gattungen Coronosaurus, Centrosaurus, Spinops, Rubeosaurus und Styracosaurus in einem eigenständigen Taxon (Centrosaurini) zusammen und stellten sie einer Schwesterngruppe mit den Gattungen Einiosaurus, Achelousaurus und Pachyrhinosaurus (Pachyrhinosaurini) gegenüber. Das Taxon der Centrosaurini wurde definiert als alle Vertreter der Centrosaurinae, die näher verwandt sind mit Centrosaurus apertus als mit Pachyrhinosaurus canadensis. Die Gruppe zeichnet sich durch stark ornamentierte Nackenschilde, ein langes Nasenhorn und kurze Überaugenhörner aus.
Die Ergebnisse dieser beiden Analysen sind im nebenstehenden Kladogramm in vereinfachter Form wiedergegeben.

## Palökologie

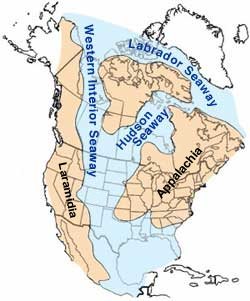
Der Western Interior Seaway während der mittleren Kreide vor etwa 100 Millionen Jahren

Spinops war, wie alle Vertreter der Ceratopsidae, vermutlich ein reiner Pflanzenfresser.
Der Nordamerikanische Kontinent war während der mittleren und oberen Kreidezeit teilweise von einem flachen Epikontinentalmeer bedeckt. Dieser Western Interior Seaway teilte den Kontinent in zwei Landmassen; das westliche Laramidia und das östliche Appalachia. Letzteres war zeitweilig durch einen weiteren Meeresarm (Hudson Seaway) in einen nördlichen und einen südlichen Teil aufgespalten. Die Sedimente der Belly-River-Gruppe wurden als Erosionsmaterial der jungen Rocky Mountains an der Ostküste Laramidias, also in Richtung zum Western Interior Seaway hin, abgelagert, wobei sich durch schwankende Meeresspiegelstände wechselweise verstärkt terrestrische oder marine Einflüsse bemerkbar machten.
Die höheren Anteile der Oldman-Formation und die überlagernde Dinosaur-Park-Formation wurden während einer Phase steigender Meeresspiegel (Transgression) abgelagert. Das Gebiet entsprach einer weiten, flachen Küstenebene. Die Sedimente der Dinosaur-Park-Formation repräsentieren dabei den Ablagerungsraum unmittelbar an der Küste, während die Sedimente der Oldman-Formation etwas weiter im Landesinneren, im Bereich von Flussläufen und deren Überschwemmungsebenen abgelagert wurden.
Das Klima dieser Ablagerungsräume lässt sich als warm-gemäßigt mit ausgeprägten Jahreszeiten, aber weitgehend frostfreien oder frostarmen Wintern beschreiben. Im Bereich von Flüssen und Sümpfen wuchsen von Koniferen dominierte Wälder. Baumförmige Bedecktsamer konnten bislang noch nicht nachgewiesen werden. Das Unterholz wurde von Farnen, Baumfarnen und bedecktsamigen Pflanzen gebildet, während der Boden selbst von Moosen, Flechten, Pilzen, kleineren Farnen, Bärlapppflanzen und Bedecktsamern überwuchert war. In trockeneren Bereichen, abseits der Sümpfe und Flussläufe war die Vegetationsdecke vermutlich weniger dicht.